# Vladimir d'Olomouc
Vladimir d'Olomouc (en tchèque Vladimír Olomoucký)  (né en 1145 - mort 10 décembre 1200) prince de la dynastie des Přemyslides qui règne sur le duché d'Olomouc en Moravie.

## Biographie
Valdimir est le  fils  Othon III de Moravie, prince de la lignée cadette des Přemyslides apanagée à Olomouc et de son épouse Dětleba ou Durancie. Avec son frère Bretislav qui règne sur le fief de  Břeclav (allemand Lundenburg) de 1189 à 1196, il reçoit le duché d'Olomouc en 1189 après la création du Margraviat de  Moravie en faveur de Conrad Ota en 1182 qui rappelle ses parents d'exil. Vladimir et son frère gouvernent le duché d'Olomouc pendant une dizaine d'années, sauf pendant la période 1192-1194, quand il est supplanté par le duc-évêque  Henri Bretislav qui s'empare de la Moravie.